# Uefa Champions League 2010/2011
Uefa Champions League 2010/2011 var den 56:e säsongen av europeiska cupen och den 19:e i form av nuvarande Uefa Champions League. Finalen spelades på Wembley Stadium i London, England, den 28 maj 2011 där spanska Barcelona ställdes mot engelska Manchester United. Finalen vanns av Barcelona med 3–1 efter mål av Pedro, Lionel Messi och David Villa för Barcelona och Wayne Rooney för Manchester.

## Deltagande lag
Nedan visas en tabell över vilka lag som deltog i kvalet och senare i denna upplaga av Champions League samt i vilket skede av turneringen de kom in. Inom parentes visas vilken placering laget hade i den inhemska ligan.
I den tredje kvalomgången samt i playoff-omgången deltar de som beretts plats i egenskap av att vara regerande mästare i sina inhemska ligor och de som har beretts plats genom att landet innehar fler än en Champions League-plats i olika delar av turneringen. För att skilja på dessa är de utmärkta med Mästare respektive Övriga.
| Gruppspel               | Gruppspel                  | Gruppspel              | Gruppspel            |
| ----------------------- | -------------------------- | ---------------------- | -------------------- |
| Internazionale (1:a)    | Valencia (3:a)             | Lyon (2:a)             | CFR Cluj (1:a)       |
| Chelsea (1:a)           | Roma (2:a)                 | Rubin Kazan (1:a)      | Benfica (1:a)        |
| Manchester United (2:a) | Milan (3:a)                | Spartak Moskva (2:a)   | Bursaspor (1:a)      |
| Arsenal (3:a)           | Bayern München (1:a)       | Sjachtar Donetsk (1:a) | Panathinaikos (1:a)  |
| Barcelona (1:a)         | Schalke 04 (2:a)           | Twente (1a)            | Rangers (1a)         |
| Real Madrid (2:a)       | Marseille (1:a)            |                        |                      |
| Playoff-omgången        |                            |                        |                      |
| Mästare                 | Övriga                     | Övriga                 | Övriga               |
|                         | Tottenham Hotspur (4:a)    | Sampdoria (4:a)        | Auxerre (3:a)        |
| Sevilla (4:a)           | Werder Bremen (3:a)        |                        |                      |
| Tredje kvalomången      |                            |                        |                      |
| Mästare                 | Övriga                     | Övriga                 | Övriga               |
| Anderlecht (1:a)        | Zenit St. Petersburg (3:a) | Braga (2:a)            | Celtic (2:a)         |
| Basel (1a)              | Dynamo Kiev (2a)           | Fenerbahçe (2:a)       | Gent (2a)            |
| Köpenhamn (1:a)         | Ajax (2:a)                 | PAOK (P-o)             | Young Boys (2:a)     |
|                         | Unirea Urziceni (2:a)      |                        |                      |
| Andra kvalomgången      |                            |                        |                      |
| Litex Lovech (1:a)      | Žilina (1:a)               | BATE (1:a)             | Levadia (1:a)        |
| Sparta Prag (1:a)       | Lech Poznań (1:a)          | Željezničar (1:a)      | Dinamo Tirana (1:a)  |
| Rosenborg (1:a)         | Dinamo Zagreb (1:a)        | Debrecen (1:a)         | Aktobe (1:a)         |
| Red Bull Salzburg (1:a) | HJK (1:a)                  | FH (1:a)               | Pyunik (1:a)         |
| Partizan (1:a)          | Ekranas (1:a)              | Sheriff Tiraspol (1:a) | The New Saints (1:a) |
| Hapoel Tel Aviv (1:a)   | Bohemians (1:a)            | Olimpi Rustavi (1:a)   | Linfield (1:a)       |
| Omonia (1:a)            | Liepājas Metalurgs (1:a)   | Renova (1:a)           | HB Tórshavn (1:a)    |
| AIK (1:a)               | Koper (1:a)                | Inter Baku (1:a)       | Jeunesse Esch (1:a)  |
| Första kvalomgången     |                            |                        |                      |
| Rudar Pljevlja (1:a)    | FC Santa Coloma (1:a)      | Birkirkara (1:a)       | Tre Fiori (1:a)      |

1. ↑  Kvalificerade genom vinst av Uefa Champions League 2009/2010.

## Kvalomgångar

### Kvalomgång 1
De första matcherna spelades 29 och 30 juni. Returmötena spelades 6 och 7 juli. Däremot blev den första matchen (FC Santa Coloma mot Birkirkara) inställd och därmed inte spelad. De två vinnarna gick vidare till den andra kvalomgången och de två förlorarna åkte ur.
| Första kvalomgången – 4 deltagande klubblag | Första kvalomgången – 4 deltagande klubblag | Första kvalomgången – 4 deltagande klubblag | Första kvalomgången – 4 deltagande klubblag | Första kvalomgången – 4 deltagande klubblag |
| ------------------------------------------- | ------------------------------------------- | ------------------------------------------- | ------------------------------------------- | ------------------------------------------- |
| Lag 1                                       | Totalt                                      | Lag 2                                       | Möte 1                                      | Möte 2                                      |
| Tre Fiori                                   | 1–7                                         | Rudar Pljevlja                              | 0–3                                         | 1–4                                         |
| FC Santa Coloma                             | 3–7                                         | Birkirkara                                  | 0–3                                         | 3–4                                         |

### Kvalomgång 2
De första mötena spelades 13 och 14 juli och returmötena spelades 20 och 21 juli. Vinnarna gick vidare till den tredje kvalomången och förlorarna har spelat färdigt i Uefas internationella turneringar för säsongen 2010/2011.
| Andra kvalomgången – 34 deltagande klubblag | Andra kvalomgången – 34 deltagande klubblag | Andra kvalomgången – 34 deltagande klubblag | Andra kvalomgången – 34 deltagande klubblag | Andra kvalomgången – 34 deltagande klubblag |
| ------------------------------------------- | ------------------------------------------- | ------------------------------------------- | ------------------------------------------- | ------------------------------------------- |
| Lag 1                                       | Totalt                                      | Lag 2                                       | Möte 1                                      | Möte 2                                      |
| Liepājas Metalurgs                          | 0–5                                         | Sparta Prag                                 | 0–3                                         | 0–2                                         |
| Aktobe                                      | 3–1                                         | Olimpi Rustavi                              | 2–0                                         | 1–1                                         |
| Levadia                                     | 3–4                                         | Debrecen                                    | 1–1                                         | 2–3                                         |
| Partizan                                    | 4–1                                         | Pjunik                                      | 3–1                                         | 1–0                                         |
| Inter Baku                                  | 1–1 (9–8 str.)                              | Lech Poznań                                 | 0–1                                         | 1–0 (e.f.)                                  |
| Dinamo Zagreb                               | 5–4                                         | Koper                                       | 5–1                                         | 0–3                                         |
| Litex Lovech                                | 5–0                                         | Rudar Pljevlja                              | 1–0                                         | 4–0                                         |
| Birkirkara                                  | 1–3                                         | Žilina                                      | 1–0                                         | 0–3                                         |
| Sheriff Tiraspol                            | 3–2                                         | Dinamo Tirana                               | 3–1                                         | 0–1                                         |
| Hapoel Tel Aviv                             | 6–0                                         | Željezničar                                 | 5–0                                         | 1–0                                         |
| AC Omonia                                   | 5–0                                         | FK Renova                                   | 3–0                                         | 2–0                                         |
| Red Bull Salzburg                           | 5–1                                         | HB                                          | 5–0                                         | 0–1                                         |
| Bohemian                                    | 1–4                                         | The New Saints                              | 1–0                                         | 0–4                                         |
| BATE                                        | 6–1                                         | FH                                          | 5–1                                         | 1–0                                         |
| AIK                                         | 1–0                                         | Jeunesse Esch                               | 1–0                                         | 0–0                                         |
| Linfield                                    | 0–2                                         | Rosenborg BK                                | 0–0                                         | 0–2                                         |
| Ekranas                                     | 1–2                                         | HJK Helsingfors                             | 1–0                                         | 0–2 (e.f.)                                  |

### Kvalomgång 3
Den första matchen spelades 27 eller 28 juli och den andra matchen spelades 3 eller 4 augusti. Vinnarna gick vidare till playoff-omgången i Champions League, medan förlorarna gick till Europa Leagues playoff.
| Tredje kvalomgången – Mästare – 20 deltagande klubblag | Tredje kvalomgången – Mästare – 20 deltagande klubblag | Tredje kvalomgången – Mästare – 20 deltagande klubblag | Tredje kvalomgången – Mästare – 20 deltagande klubblag | Tredje kvalomgången – Mästare – 20 deltagande klubblag |
| ------------------------------------------------------ | ------------------------------------------------------ | ------------------------------------------------------ | ------------------------------------------------------ | ------------------------------------------------------ |
| Lag 1                                                  | Totalt                                                 | Lag 2                                                  | Möte 1                                                 | Möte 2                                                 |
| Sparta Prag                                            | 2–0                                                    | Lech Poznań                                            | 1–0                                                    | 1–0                                                    |
| Aktobe                                                 | 2–3                                                    | Hapoel Tel Aviv                                        | 1–0                                                    | 1–3                                                    |
| Sheriff Tiraspol                                       | 2–2 (6–5 str.)                                         | Dinamo Zagreb                                          | 1–1                                                    | 1–1 (e.f.)                                             |
| Litex Lovech                                           | 2–4                                                    | Žilina                                                 | 1–1                                                    | 1–3                                                    |
| Debrecen                                               | 1–5                                                    | Basel                                                  | 0–2                                                    | 1–3                                                    |
| AIK                                                    | 0–4                                                    | Rosenborg BK                                           | 0–1                                                    | 0–3                                                    |
| Partizan                                               | 5–1                                                    | HJK Helsingfors                                        | 3–0                                                    | 2–1                                                    |
| BATE                                                   | 2–3                                                    | FC Köpenhamn                                           | 0–0                                                    | 2–3                                                    |
| The New Saints                                         | 1–6                                                    | Anderlecht                                             | 1–3                                                    | 0–3                                                    |
| AC Omonia                                              | 2–5                                                    | Red Bull Salzburg                                      | 1–1                                                    | 1–4                                                    |

| Tredje kvalomgången – Bäst placerade – 10 deltagande klubblag | Tredje kvalomgången – Bäst placerade – 10 deltagande klubblag | Tredje kvalomgången – Bäst placerade – 10 deltagande klubblag | Tredje kvalomgången – Bäst placerade – 10 deltagande klubblag | Tredje kvalomgången – Bäst placerade – 10 deltagande klubblag |
| ------------------------------------------------------------- | ------------------------------------------------------------- | ------------------------------------------------------------- | ------------------------------------------------------------- | ------------------------------------------------------------- |
| Lag 1                                                         | Totalt                                                        | Lag 2                                                         | Möte 1                                                        | Möte 2                                                        |
| Ajax                                                          | 00004–4 (BM)                                                  | PAOK                                                          | 1–1                                                           | 3–3                                                           |
| Dynamo Kiev                                                   | 6–1                                                           | Gent                                                          | 3–0                                                           | 3–1                                                           |
| Young Boys                                                    | 3–2                                                           | Fenerbahçe                                                    | 2–2                                                           | 1–0                                                           |
| Braga                                                         | 4–2                                                           | Celtic                                                        | 3–0                                                           | 1–2                                                           |
| Unirea Urziceni                                               | 0–1                                                           | Zenit Sankt Petersburg                                        | 0–0                                                           | 0–1                                                           |

## Playoff
| Playoff-omgången – Mästare – 10 deltagande klubblag | Playoff-omgången – Mästare – 10 deltagande klubblag | Playoff-omgången – Mästare – 10 deltagande klubblag | Playoff-omgången – Mästare – 10 deltagande klubblag | Playoff-omgången – Mästare – 10 deltagande klubblag |
| --------------------------------------------------- | --------------------------------------------------- | --------------------------------------------------- | --------------------------------------------------- | --------------------------------------------------- |
| Lag 1                                               | Totalt                                              | Lag 2                                               | Möte 1                                              | Möte 2                                              |
| Red Bull Salzburg                                   | 3–4                                                 | Hapoel Tel Aviv                                     | 2–3                                                 | 1–1                                                 |
| Rosenborg BK                                        | 00002–2 (BM)                                        | FC Köpenhamn                                        | 2–1                                                 | 0–1                                                 |
| Basel                                               | 4–0                                                 | Sheriff Tiraspol                                    | 1–0                                                 | 3–0                                                 |
| Sparta Prag                                         | 0–3                                                 | Žilina                                              | 0–2                                                 | 0–1                                                 |
| Partizan                                            | 4–4 (3–2 str.)                                      | Anderlecht                                          | 2–2                                                 | 2–2 (e.f.)                                          |

| Playoff-omgången – Bäst placerade – 10 deltagande klubblag | Playoff-omgången – Bäst placerade – 10 deltagande klubblag | Playoff-omgången – Bäst placerade – 10 deltagande klubblag | Playoff-omgången – Bäst placerade – 10 deltagande klubblag | Playoff-omgången – Bäst placerade – 10 deltagande klubblag |
| ---------------------------------------------------------- | ---------------------------------------------------------- | ---------------------------------------------------------- | ---------------------------------------------------------- | ---------------------------------------------------------- |
| Lag 1                                                      | Totalt                                                     | Lag 2                                                      | Möte 1                                                     | Möte 2                                                     |
| Young Boys                                                 | 3–6                                                        | Tottenham Hotspur                                          | 3–2                                                        | 0–4                                                        |
| Braga                                                      | 5–3                                                        | Sevilla                                                    | 1–0                                                        | 4–3                                                        |
| Werder Bremen                                              | 5–4                                                        | Sampdoria                                                  | 3–1                                                        | 2–3 (e.f.)                                                 |
| Zenit Sankt Petersburg                                     | 1–2                                                        | Auxerre                                                    | 1–0                                                        | 0–2                                                        |
| Dynamo Kiev                                                | 2–3                                                        | Ajax                                                       | 1–1                                                        | 1–2                                                        |

## Gruppspel
De tio klubbar som kvalade in via playoff sammanfogades tillsammans med ytterligare 22 klubbar och lottades in i åtta grupper om fyra lag vardera. I varje grupp spelade lagen en hemma- och en bortamatch mot varje lag, varpå gruppvinnarna och grupptvåorna gick vidare till åttondelsfinaler (i tabellerna märkta med grönt). De tredjeplacerade lagen övergick till att spela sextondelsfinaler (i tabellerna märkta med blått) i Uefa Europa League.

### Grupp A
| Nr | Lag               | S | V | O | F | GM | IM | MS | P  |
| -- | ----------------- | - | - | - | - | -- | -- | -- | -- |
| 1  | Tottenham Hotspur | 6 | 3 | 2 | 1 | 18 | 11 | +7 | 11 |
| 2  | Inter             | 6 | 3 | 1 | 2 | 12 | 11 | +1 | 10 |
| 3  | Twente            | 6 | 1 | 3 | 2 | 9  | 11 | −2 | 6  |
| 4  | Werder Bremen     | 6 | 1 | 2 | 3 | 6  | 12 | −6 | 5  |

| Hemma \ Borta     | Italien | England | Nederländerna | Tyskland |
| Inter             | —       | 4–3     | 1–0           | 4–0      |
| Tottenham Hotspur | 3–1     | —       | 4–1           | 3–0      |
| Twente            | 2–2     | 3–3     | —             | 1–1      |
| Werder Bremen     | 3–0     | 2–2     | 0–2           | —        |

### Grupp B
| Nr | Lag             | S | V | O | F | GM | IM | MS | P  |
| -- | --------------- | - | - | - | - | -- | -- | -- | -- |
| 1  | Schalke 04      | 6 | 4 | 1 | 1 | 10 | 3  | +7 | 13 |
| 2  | Lyon            | 6 | 3 | 1 | 2 | 11 | 10 | +1 | 10 |
| 3  | Benfica         | 6 | 2 | 0 | 4 | 7  | 12 | −5 | 6  |
| 4  | Hapoel Tel Aviv | 6 | 1 | 2 | 3 | 7  | 10 | −3 | 5  |

| Hemma \ Borta   | Portugal | Israel | Frankrike | Tyskland |
| Benfica         | —        | 2–0    | 4–3       | 1–2      |
| Hapoel Tel Aviv | 3–0      | —      | 1–3       | 0–0      |
| Lyon            | 2–0      | 2–2    | —         | 1–0      |
| Schalke 04      | 2–0      | 3–1    | 3–0       | —        |

### Grupp C
| Nr | Lag               | S | V | O | F | GM | IM | MS  | P  |
| -- | ----------------- | - | - | - | - | -- | -- | --- | -- |
| 1  | Manchester United | 6 | 4 | 2 | 0 | 7  | 1  | +6  | 14 |
| 2  | Valencia          | 6 | 3 | 2 | 1 | 15 | 4  | +11 | 11 |
| 3  | Rangers           | 6 | 1 | 3 | 2 | 3  | 6  | −3  | 6  |
| 4  | Bursaspor         | 6 | 0 | 1 | 5 | 2  | 16 | −14 | 1  |

| Hemma \ Borta     | Turkiet | England | Skottland | Spanien |
| Bursaspor         | —       | 0–3     | 1–1       | 0–4     |
| Manchester United | 1–0     | —       | 0–0       | 1–1     |
| Rangers           | 1–0     | 0–1     | —         | 1–1     |
| Valencia          | 6–1     | 0–1     | 3–0       | —       |

### Grupp D
| Nr | Lag           | S | V | O | F | GM | IM | MS  | P  |
| -- | ------------- | - | - | - | - | -- | -- | --- | -- |
| 1  | Barcelona     | 6 | 4 | 2 | 0 | 14 | 3  | +11 | 14 |
| 2  | FC Köpenhamn  | 6 | 3 | 1 | 2 | 7  | 5  | +2  | 10 |
| 3  | Rubin Kazan   | 6 | 1 | 3 | 2 | 2  | 4  | −2  | 6  |
| 4  | Panathinaikos | 6 | 0 | 2 | 4 | 2  | 13 | −11 | 2  |

| Hemma \ Borta | Spanien | Danmark | Grekland | Ryssland |
| Barcelona     | —       | 2–0     | 5–1      | 2–0      |
| FC Köpenhamn  | 1–1     | —       | 3–1      | 1–0      |
| Panathinaikos | 0–3     | 0–2     | —        | 0–0      |
| Rubin Kazan   | 1–1     | 1–0     | 0–0      | —        |

### Grupp E
| Nr | Lag            | S | V | O | F | GM | IM | MS  | P  |
| -- | -------------- | - | - | - | - | -- | -- | --- | -- |
| 1  | Bayern München | 6 | 5 | 0 | 1 | 16 | 6  | +10 | 15 |
| 2  | Roma           | 6 | 3 | 1 | 2 | 10 | 11 | −1  | 10 |
| 3  | Basel          | 6 | 2 | 0 | 4 | 8  | 11 | −3  | 6  |
| 4  | Cluj           | 6 | 1 | 1 | 4 | 6  | 12 | −6  | 4  |

| Hemma \ Borta  | Schweiz | Tyskland | Rumänien | Italien |
| Basel          | —       | 1–2      | 1–0      | 2–3     |
| Bayern München | 3–0     | —        | 3–2      | 2–0     |
| Cluj           | 2–1     | 0–4      | —        | 1–1     |
| Roma           | 1–3     | 3–2      | 2–1      | —       |

### Grupp F
| Nr | Lag            | S | V | O | F | GM | IM | MS  | P  |
| -- | -------------- | - | - | - | - | -- | -- | --- | -- |
| 1  | Chelsea        | 6 | 5 | 0 | 1 | 14 | 4  | +10 | 15 |
| 2  | Marseille      | 6 | 4 | 0 | 2 | 12 | 3  | +9  | 12 |
| 3  | Spartak Moskva | 6 | 3 | 0 | 3 | 7  | 10 | −3  | 9  |
| 4  | Žilina         | 6 | 0 | 0 | 6 | 3  | 19 | −16 | 0  |

| Hemma \ Borta  | England | Frankrike | Ryssland | Slovakien |
| Chelsea        | —       | 2–0       | 4–1      | 2–1       |
| Marseille      | 1–0     | —         | 0–1      | 1–0       |
| Spartak Moskva | 0–2     | 0–3       | —        | 3–0       |
| Žilina         | 1–4     | 0–7       | 1–2      | —         |

### Grupp G
| Nr | Lag         | S | V | O | F | GM | IM | MS  | P  |
| -- | ----------- | - | - | - | - | -- | -- | --- | -- |
| 1  | Real Madrid | 6 | 5 | 1 | 0 | 15 | 2  | +13 | 16 |
| 2  | AC Milan    | 6 | 2 | 2 | 2 | 7  | 7  | 0   | 8  |
| 3  | Ajax        | 6 | 2 | 1 | 3 | 6  | 10 | −4  | 7  |
| 4  | Auxerre     | 6 | 1 | 0 | 5 | 3  | 12 | −9  | 3  |

| Hemma \ Borta | Italien | Nederländerna | Frankrike | Spanien |
| AC Milan      | —       | 0–2           | 2–0       | 2–2     |
| Ajax          | 1–1     | —             | 2–1       | 0–4     |
| Auxerre       | 0–2     | 2–1           | —         | 0–1     |
| Real Madrid   | 2–0     | 2–0           | 4–0       | —       |

### Grupp H
| Nr | Lag              | S | V | O | F | GM | IM | MS  | P  |
| -- | ---------------- | - | - | - | - | -- | -- | --- | -- |
| 1  | Sjachtar Donetsk | 6 | 5 | 0 | 1 | 12 | 6  | +6  | 15 |
| 2  | Arsenal          | 6 | 4 | 0 | 2 | 18 | 7  | +11 | 12 |
| 3  | Braga            | 6 | 3 | 0 | 3 | 5  | 11 | −6  | 9  |
| 4  | Partizan         | 6 | 0 | 0 | 6 | 2  | 13 | −11 | 0  |

| Hemma \ Borta    | England | Portugal | Serbien | Ukraina |
| Arsenal          | —       | 6–0      | 3–1     | 5–1     |
| Braga            | 2–0     | —        | 2–0     | 0–3     |
| Partizan         | 1–3     | 0–1      | —       | 0–3     |
| Sjachtar Donetsk | 2–1     | 2–0      | 1–0     | —       |

## Slutspel
I slutspelet spelade lagen två matcher mot varandra i alla matcher förutom finalen, där det endast var en match.
Lottningen till åttondelsfinalen ägde rum 17 december 2010. Lottningen till kvartsfinalerna, semifinalerna och finalen (för att bestämma vilket lag som fick spela den första matchen på hemmaplan) hölls 18 mars 2011.

### Slutspelsträd
| 0 | Åttondelsfinaler    | Åttondelsfinaler    | Åttondelsfinaler | Åttondelsfinaler |   |               | Kvartsfinaler | Kvartsfinaler | Kvartsfinaler | Kvartsfinaler |  |               | Semifinaler | Semifinaler | Semifinaler | Semifinaler |             |   | Final ( ) | Final ( ) |
| 0 |                     |                     |                  |                  |   |               |               |               |               |               |  |               |             |             |             |             |             |   |           |           |
|   | 0 Lyon              | 1                   | 0                | 1                |   |               |               |               |               |               |  |               |             |             |             |             |             |   |           |           |
|   | 0 Real Madrid       | 1                   | 3                | 4                |   |               |               |               |               |               |  |               |             |             |             |             |             |   |           |           |
|   | 0 Real Madrid       | 1                   | 3                | 4                |   | 0 Real Madrid | 4             | 1             | 5             |               |  |               |             |             |             |             |             |   |           |           |
|   |                     |                     |                  |                  |   | 0 Real Madrid | 4             | 1             | 5             |               |  |               |             |             |             |             |             |   |           |           |
|   |                     | 0 Tottenham Hotspur | 0                | 0                | 0 |               |               |               |               |               |  |               |             |             |             |             |             |   |           |           |
|   | 0 AC Milan          | 0 Tottenham Hotspur | 0                | 0                | 0 | 0             | 0             | 0             |               |               |  |               |             |             |             |             |             |   |           |           |
|   | 0 AC Milan          |                     |                  |                  |   | 0             | 0             | 0             |               |               |  |               |             |             |             |             |             |   |           |           |
|   | 0 Tottenham Hotspur | 1                   | 0                | 1                |   |               |               |               |               |               |  |               |             |             |             |             |             |   |           |           |
|   | 0 Tottenham Hotspur | 1                   | 0                | 1                |   |               |               |               |               |               |  | 0 Real Madrid | 0           | 1           | 1           |             |             |   |           |           |
|   |                     |                     |                  |                  |   |               |               |               |               |               |  | 0 Real Madrid | 0           | 1           | 1           |             |             |   |           |           |
|   |                     | 0 Barcelona         | 2                | 1                | 3 |               |               |               |               |               |  |               |             |             |             |             |             |   |           |           |
|   | 0 Arsenal           | 0 Barcelona         | 2                | 1                | 3 | 2             | 1             | 3             |               |               |  |               |             |             |             |             |             |   |           |           |
|   | 0 Arsenal           |                     |                  |                  |   | 2             | 1             | 3             |               |               |  |               |             |             |             |             |             |   |           |           |
|   | 0 Barcelona         | 1                   | 3                | 4                |   |               |               |               |               |               |  |               |             |             |             |             |             |   |           |           |
|   | 0 Barcelona         | 1                   | 3                | 4                |   | 0 Barcelona   | 5             | 1             | 6             |               |  |               |             |             |             |             |             |   |           |           |
|   |                     |                     |                  |                  |   | 0 Barcelona   | 5             | 1             | 6             |               |  |               |             |             |             |             |             |   |           |           |
|   |                     | 0 Sjachtar Donetsk  | 1                | 0                | 1 |               |               |               |               |               |  |               |             |             |             |             |             |   |           |           |
|   | 0 Roma              | 0 Sjachtar Donetsk  | 1                | 0                | 1 | 2             | 0             | 2             |               |               |  |               |             |             |             |             |             |   |           |           |
|   | 0 Roma              |                     |                  |                  |   | 2             | 0             | 2             |               |               |  |               |             |             |             |             |             |   |           |           |
|   | 0 Sjachtar Donetsk  | 3                   | 3                | 6                |   |               |               |               |               |               |  |               |             |             |             |             |             |   |           |           |
|   | 0 Sjachtar Donetsk  | 3                   | 3                | 6                |   |               |               |               |               |               |  |               |             |             |             |             | 0 Barcelona | 3 |           |           |
|   |                     |                     |                  |                  |   |               |               |               |               |               |  |               |             |             |             |             |             | 3 |           |           |
|   |                     | 0 Manchester United | 1                |                  |   |               |               |               |               |               |  |               |             |             |             |             |             |   |           |           |
|   | 0 Inter (BM)        | 0 Manchester United | 1                | 0                | 3 | 3             |               |               |               |               |  |               |             |             |             |             |             |   |           |           |
|   | 0 Inter (BM)        |                     |                  | 0                | 3 | 3             |               |               |               |               |  |               |             |             |             |             |             |   |           |           |
|   | 0 Bayern München    | 1                   | 2                | 3                |   |               |               |               |               |               |  |               |             |             |             |             |             |   |           |           |
|   | 0 Bayern München    | 1                   | 2                | 3                |   | 0 Inter       | 2             | 1             | 3             |               |  |               |             |             |             |             |             |   |           |           |
|   |                     |                     |                  |                  |   | 0 Inter       | 2             | 1             | 3             |               |  |               |             |             |             |             |             |   |           |           |
|   |                     | 0 Schalke 04        | 5                | 2                | 7 |               |               |               |               |               |  |               |             |             |             |             |             |   |           |           |
|   | 0 Valencia          | 0 Schalke 04        | 5                | 2                | 7 | 1             | 1             | 2             |               |               |  |               |             |             |             |             |             |   |           |           |
|   | 0 Valencia          |                     |                  |                  |   | 1             | 1             | 2             |               |               |  |               |             |             |             |             |             |   |           |           |
|   | 0 Schalke 04        | 1                   | 3                | 4                |   |               |               |               |               |               |  |               |             |             |             |             |             |   |           |           |
|   | 0 Schalke 04        | 1                   | 3                | 4                |   |               |               |               |               |               |  | 0 Schalke 04  | 0           | 1           | 1           |             |             |   |           |           |
|   |                     |                     |                  |                  |   |               |               |               |               |               |  | 0 Schalke 04  | 0           | 1           | 1           |             |             |   |           |           |
|   |                     | 0 Manchester United | 2                | 4                | 6 |               |               |               |               |               |  |               |             |             |             |             |             |   |           |           |
|   | 0 FC Köpenhamn      | 0 Manchester United | 2                | 4                | 6 | 0             | 0             | 0             |               |               |  |               |             |             |             |             |             |   |           |           |
|   | 0 FC Köpenhamn      |                     |                  |                  |   | 0             | 0             | 0             |               |               |  |               |             |             |             |             |             |   |           |           |
|   | 0 Chelsea           | 2                   | 0                | 2                |   |               |               |               |               |               |  |               |             |             |             |             |             |   |           |           |
|   | 0 Chelsea           | 2                   | 0                | 2                |   | 0 Chelsea     | 0             | 1             | 1             |               |  |               |             |             |             |             |             |   |           |           |
|   |                     |                     |                  |                  |   | 0 Chelsea     | 0             | 1             | 1             |               |  |               |             |             |             |             |             |   |           |           |
|   |                     | 0 Manchester United | 1                | 2                | 3 |               |               |               |               |               |  |               |             |             |             |             |             |   |           |           |
|   | 0 Marseille         | 0 Manchester United | 1                | 2                | 3 | 0             | 1             | 1             |               |               |  |               |             |             |             |             |             |   |           |           |
|   | 0 Marseille         |                     |                  |                  |   | 0             | 1             | 1             |               |               |  |               |             |             |             |             |             |   |           |           |
|   | 0 Manchester United | 0                   | 2                | 2                |   |               |               |               |               |               |  |               |             |             |             |             |             |   |           |           |

### Åttondelsfinaler
De första matcherna i åttondelsfinalen spelades den 15, 16, 22 och 23 februari och de andra matcherna spelades den 9, 9, 15 och 16 2011.
| Åttondelsfinaler – 16 deltagande klubblag | Åttondelsfinaler – 16 deltagande klubblag | Åttondelsfinaler – 16 deltagande klubblag | Åttondelsfinaler – 16 deltagande klubblag | Åttondelsfinaler – 16 deltagande klubblag |
| ----------------------------------------- | ----------------------------------------- | ----------------------------------------- | ----------------------------------------- | ----------------------------------------- |
| Lag 1                                     | Totalt                                    | Lag 2                                     | Möte 1                                    | Möte 2                                    |
| Roma                                      | 2–6                                       | Sjachtar Donetsk                          | 2–3                                       | 0–3                                       |
| AC Milan                                  | 0–1                                       | Tottenham Hotspur                         | 0–1                                       | 0–0                                       |
| Valencia                                  | 2–4                                       | Schalke 04                                | 1–1                                       | 1–3                                       |
| Inter                                     | 00003–3 (BM)                              | Bayern München                            | 0–1                                       | 3–2                                       |
| Lyon                                      | 1–4                                       | Real Madrid                               | 1–1                                       | 0–3                                       |
| Arsenal                                   | 3–4                                       | Barcelona                                 | 2–1                                       | 1–3                                       |
| Marseille                                 | 1–2                                       | Manchester United                         | 0–0                                       | 1–2                                       |
| FC Köpenhamn                              | 0–2                                       | Chelsea                                   | 0–2                                       | 0–0                                       |

### Kvartsfinaler
De första matcherna spelades den 5 och 6 april och de andra matcherna spelades den 12 och 13 april 2011.
| Kvartsfinaler – 8 deltagande klubblag | Kvartsfinaler – 8 deltagande klubblag | Kvartsfinaler – 8 deltagande klubblag | Kvartsfinaler – 8 deltagande klubblag | Kvartsfinaler – 8 deltagande klubblag |
| ------------------------------------- | ------------------------------------- | ------------------------------------- | ------------------------------------- | ------------------------------------- |
| Lag 1                                 | Totalt                                | Lag 2                                 | Möte 1                                | Möte 2                                |
| Real Madrid                           | 5–0                                   | Tottenham Hotspur                     | 4–0                                   | 1–0                                   |
| Chelsea                               | 1–3                                   | Manchester United                     | 0–1                                   | 1–2                                   |
| Barcelona                             | 6–1                                   | Sjachtar Donetsk                      | 5–1                                   | 1–0                                   |
| Inter                                 | 3–7                                   | Schalke 04                            | 2–5                                   | 1–2                                   |

### Semifinaler
De första matcherna spelades den 26 och 27 april och de andra matcherna spelades den 3 och 4 maj 2011.
| Semifinaler – 4 deltagande klubblag | Semifinaler – 4 deltagande klubblag | Semifinaler – 4 deltagande klubblag | Semifinaler – 4 deltagande klubblag | Semifinaler – 4 deltagande klubblag |
| ----------------------------------- | ----------------------------------- | ----------------------------------- | ----------------------------------- | ----------------------------------- |
| Lag 1                               | Totalt                              | Lag 2                               | Möte 1                              | Möte 2                              |
| Schalke 04                          | 1–6                                 | Manchester United                   | 0–2                                 | 1–4                                 |
| Real Madrid                         | 1–3                                 | Barcelona                           | 0–2                                 | 1–1                                 |

### Final
Finalen spelades 28 maj 2011 på Wembley Stadium i London, England.
|            | 28 maj 2011 | Barcelona                           | 3 – 1   | Manchester United | Wembley Stadium, London                       |                                               |
| 20:45 CEST | 20:45 CEST  | Pedro 27′ Messi 54′ David Villa 69′ | Rapport | Rooney 34′        | Publik: 87 695 Domare: Viktor Kassai (Ungern) | Publik: 87 695 Domare: Viktor Kassai (Ungern) |
| 20:45 CEST | 20:45 CEST  |                                     |         |                   | Publik: 87 695 Domare: Viktor Kassai (Ungern) | Publik: 87 695 Domare: Viktor Kassai (Ungern) |
| 20:45 CEST | 20:45 CEST  |                                     |         |                   | Publik: 87 695 Domare: Viktor Kassai (Ungern) | Publik: 87 695 Domare: Viktor Kassai (Ungern) |

| FC Barcelona | Manchester United |

| FC Barcelona    |    |                   |     |       |
|                 |    |                   |     |       |
| GK              | 1  | Víctor Valdés     | 85' |       |
| RB              | 2  | Dani Alves        | 60' | 88′   |
| CB              | 14 | Javier Mascherano |     |       |
| CB              | 3  | Gerard Piqué      |     |       |
| LB              | 22 | Éric Abidal       |     |       |
| DM              | 16 | Sergio Busquets   |     |       |
| CM              | 6  | Xavi              |     |       |
| CM              | 8  | Andrés Iniesta    |     |       |
| RF              | 7  | David Villa       |     | 86′   |
| CF              | 10 | Lionel Messi      |     |       |
| LF              | 17 | Pedro             |     | 90+2′ |
| Avbytare        |    |                   |     |       |
| GK              | 38 | Oier Olazábal     |     |       |
| DF              | 5  | Carles Puyol      |     | 88′   |
| DF              | 21 | Adriano           |     |       |
| MF              | 15 | Seydou Keita      |     | 86′   |
| MF              | 20 | Ibrahim Afellay   |     | 90+2′ |
| MF              | 30 | Thiago Alcântara  |     |       |
| FW              | 9  | Bojan Krkić       |     |       |
| Manager:        |    |                   |     |       |
| Josep Guardiola |    |                   |     |       |

| Manchester United |    |                   |     |     |
|                   |    |                   |     |     |
| GK                | 1  | Edwin van der Sar |     |     |
| RB                | 20 | Fábio             |     | 69′ |
| CB                | 5  | Rio Ferdinand     |     |     |
| CB                | 15 | Nemanja Vidić     |     |     |
| LB                | 3  | Patrice Evra      |     |     |
| RM                | 25 | Antonio Valencia  | 79' |     |
| CM                | 16 | Michael Carrick   | 61' | 77′ |
| CM                | 11 | Ryan Giggs        |     |     |
| LM                | 13 | Park Ji-Sung      |     |     |
| SS                | 10 | Wayne Rooney      |     |     |
| CF                | 14 | Javier Hernández  |     |     |
| Avbytare          |    |                   |     |     |
| GK                | 29 | Tomasz Kuszczak   |     |     |
| DF                | 12 | Chris Smalling    |     |     |
| MF                | 8  | Anderson          |     |     |
| MF                | 17 | Nani              |     | 69′ |
| MF                | 18 | Paul Scholes      |     | 77′ |
| MF                | 24 | Darren Fletcher   |     |     |
| FW                | 7  | Michael Owen      |     |     |
| Manager:          |    |                   |     |     |
| Sir Alex Ferguson |    |                   |     |     |

| Matchens lirare enligt Uefa Lionel Messi (Barcelona) Matchens lirare enligt fans Lionel Messi (Barcelona) |

| Vinnare av UEFA Champions League 2010/2011 |
| ------------------------------------------ |
| FC Barcelona Fjärde titeln                 |

## Skytteliga
De spelare som gjort flest mål i Uefa Champions League 2010/2011 (exklusive kvalomgångar och playoff-omgångar) är följande:
| Rank | Namn               | Lag               | Mål | Framträdanden | Minuter spelade |
| ---- | ------------------ | ----------------- | --- | ------------- | --------------- |
| 1    | Lionel Messi       | Barcelona         | 12  | 13            | 1047            |
| 2    | Mario Gómez        | Bayern München    | 8   | 8             | 607             |
| 2    | Samuel Eto'o       | Internazionale    | 8   | 10            | 900             |
| 4    | Nicolas Anelka     | Chelsea           | 7   | 9             | 584             |
| 5    | Karim Benzema      | Real Madrid       | 6   | 8             | 372             |
| 5    | Roberto Soldado    | Valencia          | 6   | 7             | 416             |
| 5    | Cristiano Ronaldo  | Real Madrid       | 6   | 12            | 1021            |
| 8    | Pedro Rodríguez    | Barcelona         | 5   | 12            | 772             |
| 8    | Raúl González      | Schalke 04        | 5   | 11            | 1077            |
| 10   | Eduardo            | Sjachtar Donetsk  | 4   | 8             | 253             |
| 10   | Javier Hernández   | Manchester United | 4   | 9             | 550             |
| 10   | Marco Borriello    | Roma              | 4   | 8             | 518             |
| 10   | Peter Crouch       | Tottenham Hotspur | 4   | 8             | 581             |
| 10   | Zlatan Ibrahimović | Milan             | 4   | 8             | 652             |
| 10   | Gareth Bale        | Tottenham Hotspur | 4   | 7             | 735             |
| 10   | Jefferson Farfán   | Schalke 04        | 4   | 8             | 741             |
| 10   | Wayne Rooney       | Manchester United | 4   | 9             | 803             |
| 10   | Luiz Adriano       | Sjachtar Donetsk  | 4   | 10            | 811             |
| 10   | David Villa        | Barcelona         | 4   | 12            | 943             |

## Anmärkningslista
1. ↑  Matchen kunde ej genomföras då planen var ospelbar, varpå Birkirkara tilldömdes segern med 3–0.[1]